# Árborg
Árborg (pełna nazwa Sveitarfélagið Árborg) – gmina w południowej Islandii, w regionie Suðurland, położona na wschód od ujściowego odcinka rzeki Ölfusá, uchodzącej na terenie gminy do Oceanu Atlantyckiego. Na początku 2018 zamieszkiwało ją blisko 9 tys. mieszkańców, z czego zdecydowana większość w Selfoss - 7,6 tys. Pozostałe większe miejscowości to Stokkseyri (528 mieszk.), Eyrarbakki (526 mieszk.) i Tjarnabyggð (106 mieszk.). 

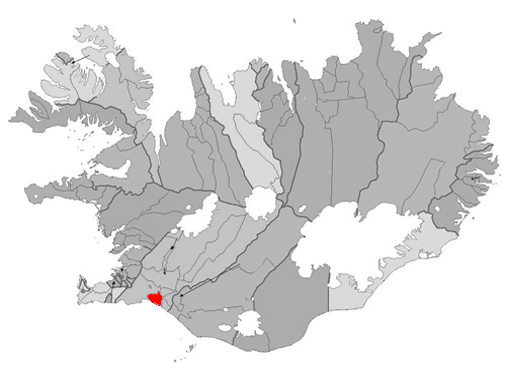
Położenie gminy Árborg na mapie administracyjnej kraju

Gmina została utworzona 7 czerwca 1998 jako związek wcześniej istniejących gmin (sveitarfélagið) Selfosskaupstaður, Eyrarbakkahreppur, Stokkseyrarhreppur i Sandvíkurhreppur. 

## Współpraca
- Arendal, Norwegia
- Kalmar, Szwecja
- Savonlinna, Finlandia